# Equus francisci
Equus francisci és una espècie extinta de mamífer perissodàctil de la família dels èquids que visqué a Nord-amèrica durant el Plistocè superior, fa entre 11.700 i 129.000 anys. Se n'han trobat restes fòssils als estats estatunidencs de Nou Mèxic i Texas i els estats mexicans d'Hidalgo i Jalisco. L'última dent premolar i les dues primeres molars tenien una amplada superior a la seva llargada. De vegades és classificat en el seu propi gènere, Haringtonhippus, però els estudis filogenètics el situen en el si d'Equus. Fou anomenat en honor del seu descobridor, el professor Mark Francis.